# Moervaart
Moervaart är en kanal i Belgien.   Den ligger i provinsen Östflandern och regionen Flandern, i den nordvästra delen av landet, 50 km nordväst om huvudstaden Bryssel.
Omgivningarna runt Moervaart är en mosaik av jordbruksmark och naturlig växtlighet. Runt Moervaart är det tätbefolkat, med 369 invånare per kvadratkilometer.